# Антоник Каталіна Дюлівна
Каталіна Дюлівна Анто́ник (нар. 6 травня 1922, Берегове) — українська майстриня декоративного мистецтва; заслужений майстер народної творчості УРСР з 1983 року.
Виготовляла тканини, тематичні панно, рушники, килими тощо.